# Biblioteca Casanatense
De Biblioteca Casanatense is een bibliotheek gelegen in de Via S. Ignazio 52 te Rome en behoort tot de groep van de Romeinse biblioteche statali samen met de Biblioteca Angelica en de Biblioteca Vallicelliana.
De bibliotheek bevat 350.000 werken waaronder ca. 30.000 prenten, onder andere enkele van de hand van Nicolaus van Aelst, en muziekcomposities van de pauselijke muziekkapel en enkele manuscripten van componist André Ernest Modest Grétry. 

## Geschiedenis
De bibliotheek kwam er op initiatief van de kardinaal Girolamo Casanate (1620-1700). Bij testament had hij zijn collectie van 20.000 boeken nagelaten aan de paters dominicanen van het klooster bij de Santa Maria sopra Minerva, en daarbij had hij de opdracht gegeven om daarmee een bibliotheek op te richten die zijn naam zou dragen. Daarbij liet hij ook een rente na om de collectie verder uit te breiden.
Reeds in 1701 werd de bibliotheek geopend, en al spoedig groeide ze uit tot een van de belangrijkste van die tijd.